# Escut de Folgueroles
L'escut oficial de Folgueroles té el següent blasonament:
Escut caironat: d'atzur, un muntant d'argent acompanyat d'una flor de lis d'argent. Per timbre, una corona de poble.

## Història
Va ser aprovat oficialment per la Direcció General d'Administració Local del Departament de Governació i Relacions Institucionals de la Generalitat de Catalunya el 21 de gener del 2011 i publicat al DOGC número 5.814 el 9 de febrer del mateix any. El Ple de l'Ajuntament l'havia aprovat prèviament el 2 de novembre del 2010.
A l'escut s'hi representen la mitja lluna i la flor de lis, dos dels atributs tradicionals de Maria, patrona de la localitat i titular de la parròquia del poble.